# Tectaria grandidentata
Tectaria grandidentata är en ormbunkeart som först beskrevs av Vincenzo de Cesati, och fick sitt nu gällande namn av Holtt. Tectaria grandidentata ingår i släktet Tectaria och familjen Tectariaceae. Inga underarter finns listade.